# NGC 1345
NGC 1345 је спирална галаксија у сазвежђу Еридан која се налази на NGC листи објеката дубоког неба.
Деклинација објекта је - 17° 46' 45" а ректасцензија 3h 29m 31,5s. Привидна величина (магнитуда) објекта NGC 1345 износи 13,5 а фотографска магнитуда 14,2. Налази се на удаљености од 18,1000 милиона парсека од Сунца. NGC 1345 је још познат и под ознакама ESO 548-26, MCG -3-9-46, UGCA 74, VV 690, HARO 21, IRAS 03272-1756, PGC 12979.